# Toni Keränen
Toni Tuomas Keränen (* 16. Juni 1998 in Liminka) ist ein finnischer Leichtathlet, der sich auf den Speerwurf spezialisiert hat.

## Sportliche Laufbahn
Erste internationale Erfahrungen sammelte Toni Keränen im Jahr 2017, als er bei den U20-Europameisterschaften in Grosseto mit einer Weite von 66,80 m den zehnten Platz belegte. 2019 gelangte er bei den U23-Europameisterschaften in Gävle mit 74,15 m auf den siebten Platz und 2022 schied er bei den Weltmeisterschaften in Eugene mit 78,52 m in der Qualifikationsrunde aus und anschließend verpasste er bei den Europameisterschaften in München mit 77,01 m ebenfalls den Finaleinzug. 2024 gelangte er bei den Europameisterschaften in Rom mit 80,76 m auf den zehnten Platz. Anschließend wurde er bei den Olympischen Sommerspielen in Paris mit 80,92 m im Finale Zehnter.
2022 wurde Keränen finnischer Meister im Speerwurf.